# Zoran Živković
Zoran Živković (Nis, 5 de abril de 1945) é um ex-handebolista e treinador iugoslavo, foi campeão olímpico como jogador e treinador.

## Títulos
- Jogos Olímpicos:
  - Ouro: 1972